# П'ятничани (Львівський район)

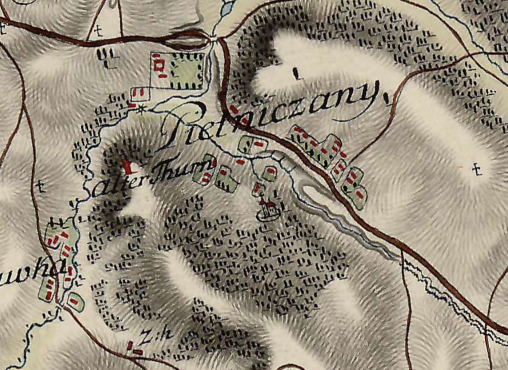
П'ятничани на австрійській мапі XVIII століття. Видно позначення вежі та старої садиби на півночі.

П'ятнича́ни — село в Україні, у Львівському районі Львівської області. Населення становить близько 200 осіб. Орган місцевого самоврядування - Бібрська міська рада.
Перша відома писемна згадка про П'ятничани сягає 1418 р. 21 квітня того ж року польський король Владислав Яґайло записав заставну позику Хінчці з Ростковіце у 80 гривен у селі П'ятничанах. Наступні згадки про село походять із документів львівських гродського і земського судів, починаючи з 1441 р.

## Походження назви села
Свою назву село П'ятничани могло отримати по-різному: від імені першого поселенця, прізвища власника цих земель, назви дня заснування городища тощо. Ще одну версію — міфологічну, пропонує автор спогадів «Там наша молодість цвіла» М. Брик: — «Можливо, що таким же чином виникла назва сусіднього села П'ятничани» — пов'язуючи виникнення назви села від імен слов'янської богині П'ятниці. (П'ятниця була богинею доброї джерельної води, а пізніше покровителькою домашніх жіночих ремесел). Слід сказати, що в минулому багато людей, зокрема приїзджих, попросивши води напитися і пригубивши її, звертали увагу на незвичайний, прекрасний смак джерельної води з п'ятничанської криниці, що під горою, звідки брала воду половина села, а зокрема — його центральної частини. Отже, ця версія, крім її міфологічної привабливості, таємничості, може бути певним доказом (хоч би посереднім) існування села П'ятничани ще в княжі часи.
Однак, найправдоподібніше, як це зрештою розповідає теж цікавий переказ, ця назва прижилася в селі від назви монастиря сестер-монахинь Св. Параскевії-П'ятниці, що згідно з традицією тих часів, повинен був сусідувати з оборонним городищем. Існування монастирів при оборонних городищах в околицях Бібрки того часу доказані в різних місцях: і в самій Бібрці — «Старій», і в Мостищах чи Звенигороді, Шоломиї чи Старому селі (назва сусіднього села — Підмонастир). Є згадки в різних архівних записах і про існування чоловічого монастиря біля П'ятничанського городища, правда — в дещо пізніших часах (Ревізія ігуменів з 1724 року). Доказом існування монастиря біля П'ятничанського городища в далекому минулому, згідно з думкою деяких дослідників, може бути і назва сусіднього від П'ятничан, села — Кологори, тобто «калагури».

## Історія

### Прадавні і княжі часи

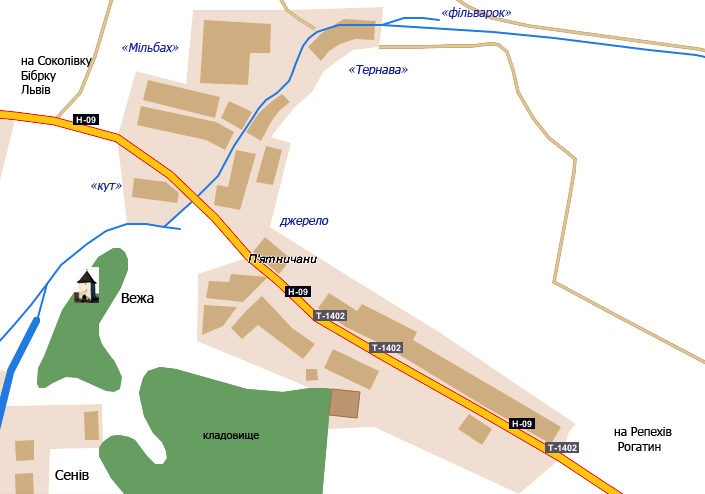
карта с. П'ятничани

Південні та південно-східні околиці сьогоднішнього міста Бібрки, що розташовані на Львівському плато Подільської височини, тобто на галицькому Поділлі — Опіллі, на землях де знаходиться і сьогоднішнє село П'ятничани, у далекому минулому являли собою надзвичайно мальовничі, покриті мішаними, густими лісами, менші та більші пагорби, що почергово міняючись висотою, бігли один за одним зникаючи поступово у синій мряці далини. Долинами, поміж горбами пливли невеликі та неглибокі, але чисельні потічки та річки, над якими, переважно, і селилися поодинокі люди та цілі сім'ї, притягуючи з часом що-раз нових сусідів і створюючи поступово невеликі поселення.
Про ті прадавні поселення в південно-східних околицях сучасної Львівщини, у тому й Бібреччини, свідчать знайдені тут знаряддя старокам'яної доби, могильники хліборобсько-скотарських племен бронзової доби, поселення ранньозалізної доби. Археологічні знахідки розповідають про ці землі і у пізніших часах, коли формувалися ранньослов'янські племена, а сучасну південно-східну Львівщину заселяло східнослов'янське плем'я бужан, яке входило до складу Дулібського союзу племен Побужжя, що згодом ввійшов до складу Давньоруської держави з центром у Києві.
В кінці XIII — на початку XIV ст., коли з'явилися перші літописні згадки про ці землі, поселення тут тулилися у невеликих долинах з загонами нив та полів, що поступово були вирвані в минулому селянами у лісової гущавини завдяки важкій праці.
Ці надзвичайно багаті й гарні природні місця постійно приваблювали людей-поселенців. Крім цього, тут проходив військово-торговельний Волоський шлях, колись званий «Золотим», що в зв'язку з природними умовами вимагав спеціальних переправ через болотисті долини та річку, які, у свою чергу, вимагали відповідної охорони. Тому наступними поселенцями були, правдоподібно, будівельники-теслі і воїни-вартові, що охороняли шлях.
Село П'ятничани виникло, правдоподібно, дещо пізніше вищезгаданих подій, можливо на початку XIV ст., як поселення без назви біля оборонного городища південнішої гілки бібрецького відрізку Волоського шляху, і знаходилося тільки там, де сьогодні західна частина села — «КУТ», тобто ближче до оборонного городища. Підтвердженням його наявності на той час є побутові предмети знайдені археологами на пагорбі, де стоїть оборонна кам'яна башта, і які відносяться до ХІІІ-XIV ст. На жаль, поки що це єдині предмети, що датують вік башти і можливе поселення біля неї. Інших підтверджень нема. Якщо вони й були, зокрема у вигляді записів у княжих літописних хроніках, то всі зникли. І це могло статися у 1340 році, коли, загарбавши Львів, польський король Казимир вивіз до Речі Посполитої не тільки скарбницю галицько-волинських князів, але і княжі архіви, слід яких надалі пропав. Таким чином, перший, існуючий сьогодні архівний запис про село П'ятничани, відносяться аж до 1530 року. В ньому сказано, між іншим, що 13 січня того року село П'ятничани, разом з містом Бібркою та селами Лани і Серники, переходять від померлого власника Петра Венглінського до його вдови в довічне користування.
Могли бути й раніші записи про П'ятничани періоду Речі Посполитої, однак архіви того періоду, що зберігалися у Львові, згоріли, мабуть, під час великої пожежі міста, у липні 1528 року. Отже, про перше поселення біля П'ятничанської башти можна тепер докладніше довідатися тільки досліджуючи існуючі сьогодні тогочасні сусідні поселення, а також на основі археологічних даних, архівних матеріалів пізнішого часу, наукових праць істориків, які хоч би посередньо торкаються його.
Певну інформацію про історію села і, зокрема, час його виникнення, можна б отримати з історичних хронік та літописних матеріалів руських боярських чи польських магнатських родів, що володіли цими землями, у яких, звичайно, дуже докладно записувалися всякі маєткові зміни — продажі, передачі, оренди земель, а з ними і поселень з людьми. Також монастирські хроніки чи літописні джерела могли б, якщо не безпосередньо то хоч би посередньо, пролити певне світло на історію виникнення та суспільний розвиток того чи іншого поселення. Однак, ці письмові джерела необхідно найперше виявити, а потім докладно вивчити і проаналізувати.
Згадується село 8 жовтня 1459 року в книгах галицького суду.

### Період Королівства Польського, Речі Посполитої

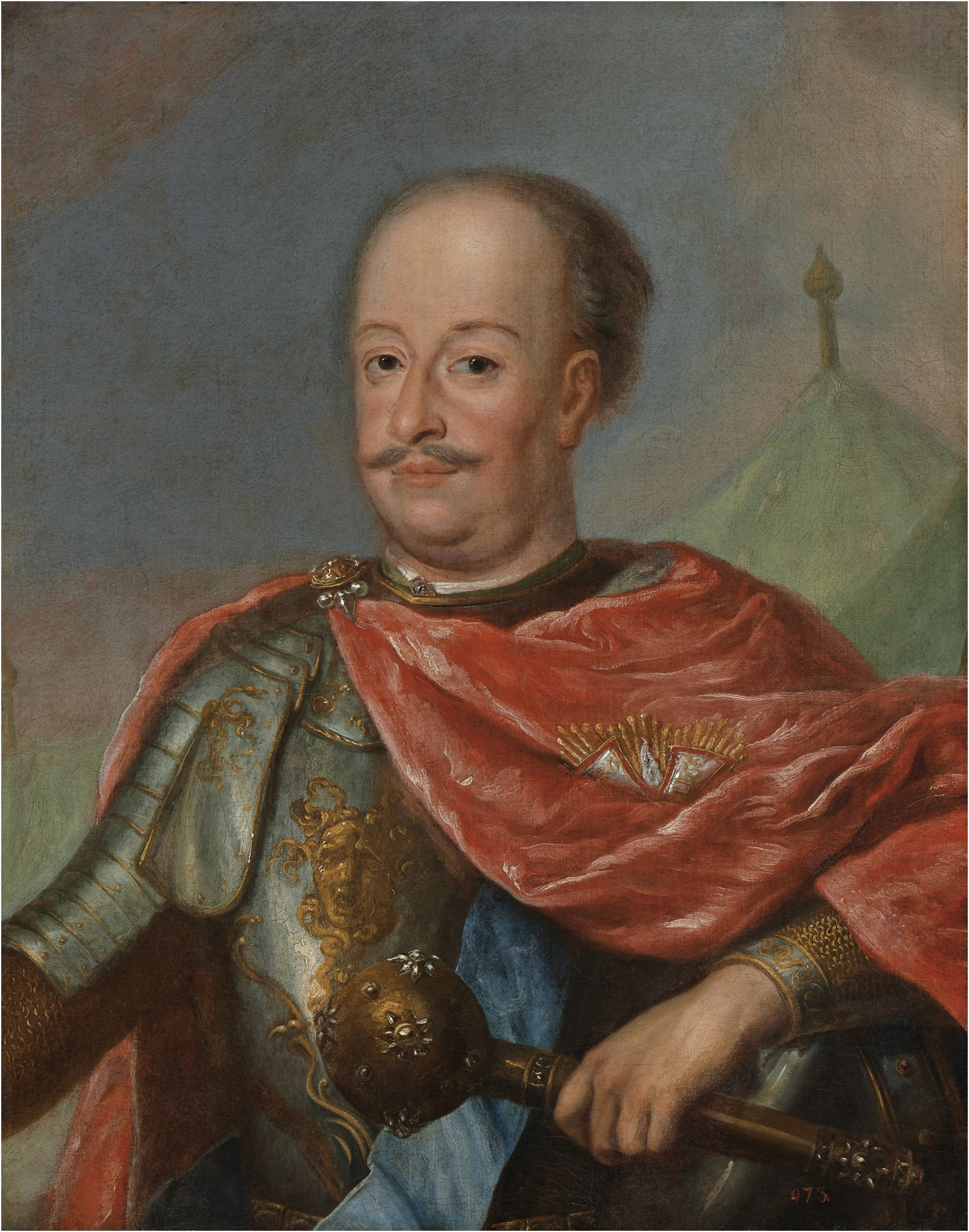
Адам-Миколай Сенявський

Після смерті через отруєння 1340 року князя Юрія II — останнього з династії галицько-волинських князів Романовичів — почалася жорстока боротьба за галицько-волинські землі між Польщею, Угорщиною, татарами та литовським князем Любартом. В 1340 році польський король Казимир ІІІ напав на Львів і завоював його, перебравши клейноди галицько-волинських володарів. Галицько-волинські бояри під проводом перемишльського воєводи Дмитра Детька намагалися утримати управління держави в своїх руках, однак даремно. 1387 року Галичина з Холмщиною були прилучені до Польщі. Галичину поділено на Руське і Белзьке воєводства 1434 року, а їх землі польські королі стали роздавати польським вельможам і дрібній шляхті. В 1435 році був заведений польський державний устрій, який усю землю передавав польській шляхті, що розбудовувала великі маєтки і прикріпляла до них селян.

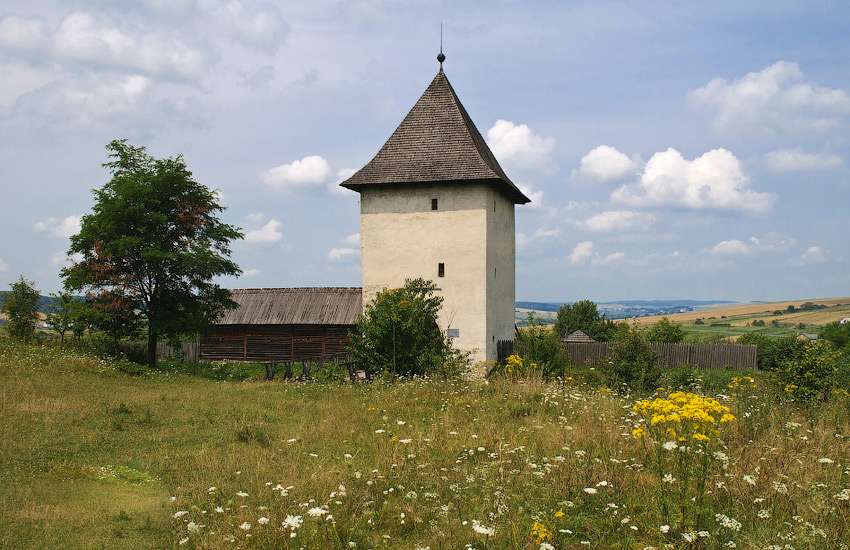

Починається поступова польська колонізація галицьких земель, яка вже в середині 16 ст. спричиняє постійне переселення селян і міської бідноти зі східних воєводств Польщі — Ряшівського, Келєцького, Краківського і особливо Люблінського, на галицькі землі. «Масове переміщення польського населення на Україну було викликане наявністю тут деяких свобод, ослабленням Речі Посполитої, після приєднання України до Росії і поразкою Польщі у війні з Туреччиною (Бучацький мир 1672 р.)». На галицьких землях польські переселенці поселяються переважно у містах, передусім, — у малих містечках, а також при панських дворах, так званих «фільварках». В Бібреччині такі переселенці з'являються в 15 ст. і поселяються тільки в Бібрці та в тих селах, де були магнатські, землевласницькі двори — палаци, тобто при дворах, а не в самих селах, хоч підтримували зв'язки з селянами і деколи навіть споріднювалися.
За часів Речі Посполитої село П'ятничани входило до коронних маєтків так званого «бібрецького староства», Львівської землі, що були власністю короля і досить часто переходили в оренду від одного власника до другого. 13 січня 1530 року, після померлого посесора Петра Венглінського, місто Бібрка разом з селами П'ятничани, Лани та Серники було передане його вдові у довічне користування. Через 17 років, 8 квітня 1547 року, на сеймі в Кракові було ухвалено дати у довічне користування Бібрку та село П'ятничани Анні Венглінській та її синові Ієроніму.
28 квітня 1643 року король Владислав IV Ваза надає львівському стольнику Станіславу Ковальському в дожиттєве користування пів міста Бібрки, а також села Лани, Ланки і П'ятничани (Бернардинський Архів у Львові, с. т.394, с.782), 20 червня цього ж року поширює це право і на його дружину Регіну Тшебєнську (іб. с.1249).
20 січня 1657 король Ян II Казимир поширює право на довічне користування цими самими селами на Миколая Пелчинського, та його жінку Марянну Охиївну Тискевичівну. 1661-го в люстрації зазначено, що після смерті Андрія Лагодівського (ще одного власника) 1654-го Ян-Казимир передав «Бібрську державу», тобто місто Бібрку з селами П'ятничани, Лани, Ланки, та Серники чотирьом посесорам — Т. Мяновському, М. Пелчинському, Я. Ґодлєвському та Я. Колку. Після деякого часу залишився тільки Ян Колек на чверті цієї держави. Трьома іншими частинами володіли вже знову інші посесори — М.Турський, С. Бобровський та О. Хоцівський. Отже, чотири села і чотири різні посесори-власники. На жаль, не відомо хто яким селом володів.
1697 року король Август II дозволяє подружжю Потоцьких продати село П'ятничани Перемишльської землі, Руського воєводства, Пелені Вороновській.
1701 року дозволяє вже Кристині П'ясецькій передати село П'ятничани Станіславу Коритку (мабуть тому, «за згодою» якого в 1724 році існував у П'ятничанах монастир оо. Василіян), або його сину, бо в свою чергу Станіслав Коритко в 1714 році отримує дозвіл від Августа II на передачу П'ятничан синові.
Є архівні записи про дозвіл короля Августа II даний Красковському Миколаю на продаж села П'ятничани Гумницькій Стефанії, а також дозвіл з 1764 року про право Єлизавети з Потоцьких Рудзінської на довічне володіння селом П'ятничани, Бібрецького староства, після смерті її чоловіка Міхала — воєводи Мазовецького князівства.
Як уже згадано вище, в одній з характеристик п'ятничанської башти, селом П'ятничани володіли також магнати Сенявські, найбільші власники галицьких земель, зокрема на Львівщині. Сенявські були відомі як польська магнатська родина східного польського пограничча з села Сенява, що біля Ярослава. В честь родинного села, чи прізвища, такою ж назвою — «Сенява», було названо і одно з сіл Бібреччини — сьогоднішнє село Соколівка. Але назва не прижилася, хоч присілок Соколівки дотепер називається «Сенів».
В XVI—XVII ст. з родини Сенявських було декілька високих військових чинів — коронних гетьманів. Зокрема, один з них — коронний гетьман Адам-Миколай Сенявський, власник Звенигорода та багатьох довколишніх сіл і їхніх земель, 1716 року на місці колишнього княжого замку у Звенигороді побудував новий, а вірніше відбудував замок-фортецю. І робив він це не з прихоті. Бібреччина й надалі вважалася одною з найбільше населених і загосподарованих земель, що розташовані на перехресті важливих міжнародних шляхів і, як військовий високий державний службовець, він був зобов'язаний дбати про охорону цих земель, якими також володів, і не тільки про них. І, як власник «Бібрецької держави», у тому числі й села П'ятничани, міг також відновити чи навіть перебудувати старе П'ятничанське городище. Могли це зробити з цих же причин й його попередники ще в XV—XVI ст. До речі, будівельники П'ятничанської кам'яної башти могли брати камінь для будови з сусідньої гори, віддаленої від пагорба з городищем не більше як 500—600 м, що теж могло відіграти не малу роль при обговорені плану перебудови городища в П'ятничанах.
Саме село П'ятничани в половині XVII ст. було, мабуть, вже значно більше від того першого ймовірного поселення, що вміщувалось у невеликий долині біля городища, посеред навколишніх пагорбів. В той же час, це було село вже не при оборонному боярському городищі, а звичайне кріпацьке село, мешканці якого працювали на панщині. Жили вони в невеликих, уже «валькованих», покритих стріхами курних хатах, що стояли в скромних загородах, або одиноко. Село розросталося здовж дороги на схід і, передусім, продовжувалася забудова південного від гостинця пагорба, у бік церкви та цвинтаря, що займали околицю села, на схід. Однак, цей пагорб був придатний більше як пасовисько, ніж як площа під забудову.
Забудовувалися напевно і північні площі, що через дорогу, навпроти існуючого вже невеликого поселення біля башти. Саме там, на північ від дороги на роздоріжжі, до недавніх часів стояв ще будинок старої придорожньої корчми. Стояв на роздоріжжі, тобто навпроти дороги, що відгалужувалася від головного шляху на південь і прямувала, піднімаючись по схилі пологого пагорба до городища. І хоч цей будинок корчми — великий, довгий, з ґанком — відносився за архітектурою вже радше до половини XIX ст., він, наводив на думку, що є котримсь з черги на місці давнього заїжджого двора, який гостив купців, мандрівників та інших подорожніх можливо ще в XV—XVI ст., або й раніше.
Для справжнього розвитку села у XVII ст. умов не було. І, передусім, тому, що тодішні галицькі землі, у тому і Бібреччини, були теренами практично безперервних боїв, або місцем для підготування польських королівських військ до цих боїв з козацтвом на інших землях. Так звані «стації», тобто стоянки королівських і магнатських військ, безпощадно нищили села, у яких стаціонували. Тому під час відходу козацьких військ, багато українського населення Галичини покинуло домівки і емігрувало на схід, посилюючи колонізацію Лівобережної України. Можливо, були серед них і п'ятничанці. І взагалі, період панування Речі Посполитої на землях Бібреччини, у тому і села П'ятничани, не був легким для її мешканців. На жаль, сьогодні ми не маємо надто багато архівних матеріалів, що відносяться безпосередньо до тогочасної історії П'ятничан. Однак, відомо, що П'ятничани входили до так званої «бібрецької держави», отже повинні мати і спільну з містом Бібркою тогочасну історію.
Певні цікаві відомості про розвиток і становище сіл на Львівщині на той час дають звіти з візитацій парохій, що починаючи з XVIII ст. проводилися Львівською Архієпархією досить часто і послідовно. В них, (правда невідразу), докладно описувався, передусім, стан церков та дзвіниць, а також так же докладно перечислялися матеріальні достатки парохій, кількість парохіян, церковні та літургічні предмети, що знаходилися в церквах для використання, а навіть обов'язкові «податки» парохіян на користь церкви та пароха тощо.
П'ятничанська парохія належала до Бібрецького деканату, так само як села Баківці, Бертишів, Борусів, Бринці, Будьків, Вільхівці, Вибранівка, Волове, Глібовичі, Дев'ятники, Жабокруки, Кнісело, Кологори, Лани, Лопушна, Підмонастир, Репехів, Серники, Сільдці, Соколівка, Старе село, Стрілки, Суходіл, Шоломия, Юшківці і Ятв'яги.
Протягом 1740—1743 років проведено, мабуть, першу таку візитацію парохій Львівської Архидієцезії, у тому числі й Бібрецького деканату у 1742 році. Очолював Бібрецький деканат на той час, парох Бібрки — отець декан Захарій Ференчак.
Висновки візитатора з візитації в П'ятничанській парохії записані у звіті були такими: «Церква Святої Параскевії, дерев'яна, стара, потребує значної реставрації…»
Але, якщо п'ятничанська дерев'яна церква Святої Параскевії у 1742 році була вже «стара» і вимагала «значної реставрації», то це означало, мабуть, тільки одне: що це одна зі старіших, на той час, дерев'яних церков на Львівщині. Вік дерев'яної церкви до першої значної реставрації, як підказують приклади інших дерев'яних церков, це 100—150 років, якщо не було інших стихійних пошкоджень — від пожежі, бурі тощо (про що, звичайно, згадувалося). Напрошується висновок, що п'ятничанська дерев'яна церква Святої Параскевії була побудована, щонайменше, на початку XVI ст., якщо не на переломі XV—XVI ст. А це, у свою чергу, підказує висновок, що П'ятничани як село засноване ще раніше. А, якщо взяти до уваги ще наявність на землі П'ятничан важливого шляху та оборонної башти, що є, мабуть, залишком оборонного городища ХІІІ-XIV ст., то можна зробити висновок, що П'ятничани це одно зі старіших сіл Львівщини, яке могло, правдоподібно, існувати в княжий період.

### У складі імперії Габсбургів
Коли після першого розподілу Речі Посполитої 1772 року Галичина ввійшла до складу Австро-Угорської імперії, на землях Бібреччини крім того, що вона стала належати тепер до Бережанського округу, практично нічого не змінилося. Безпосередні власники земель і сіл, а звідси і селян залишились ці ж самі — магнати та дрібні орендарі. Мінялися і дальше тільки їх прізвища, а мінялися знову ж таки досить часто.
З 1780 року власником бібрецьких земель був граф Скарбек. В 1790 році ці землі купує вже Казимир Красінський.
Під час ліцитації 1830 року село П'ятничани разом з цілим бібрецьким староством (тобто цілу «бібрецьку державу»), за 71000 золотих купили брати Ян та Август Чайковські. Куплену землю і села вони поділили на дві половини: Ян Чайковський осів в Бібрці, де незабаром побудував невеликий, але гарний палацик в псевдобароковому стилі, з офіцинами та господарськими приміщеннями, які навколишнє населення почало називати «білим двором»; Август осів в П'ятничанах, а свій двір розташував у північній околиці села, на пагорбі покритому лісом, на якому побудував строгий двоповерховий будинок, у класичному стилі, та господарські приміщення. Цю околицю п'ятничанці називали «Кучерешкою». До речі, за даними Географічного Словника в 1880 році, ще один з родини галицьких землевласників у Бібреччині — Чайковських, а саме — Валерій, проживав у відновленому Свірзькому замку.
В той час, у кінці XVIII — на початку XIX ст., село П'ятничани залишаються й надалі ще невеликим селом. В 1785 році згідно з архівним записом, у селі було 29 дворів та 186 чоловік населення.
Докладний перелік ґрунтів та посілостей п'ятничанської церкви, з точним визначенням їх розташування щодо земель п'ятничанських селян, бачимо в офіційному описі складеному 29 серпня 1798 року.
Опис ґрунтів та посілостей парохії церкви Св. Параскевії села П'ятничани
1. Отець парох посідає «Під Горою» площу, на якій стоїть священича резиденція з ґрунтом, запустом, садом і городом на доброго пів дня оранки, на якій знаходяться церква з цвинтарем — о межу одну на схід запусту Яцка Парадзяна і від півдня, а від заходу з другої порожнього городу, і простягається на північ від потічка, що пливе через село, як свідчить візитація Vi Erectionis Sub № 1. Lit.
2. Посідає поле за селом, ниву одну на день оранки, о межу з одного боку Федька Федоришина, а з другого Песька Паша.
3. На «Кривім» також ниву, на один день оранки, з тими ж межами.
4. На так званому «Жолобі» посідає клин на день оранки, о межу з одного боку пасовиська Войцєха Осінського, а з другого — біля дороги, що йде до Бертешова.
5. Від Репехівської границі дві ниви, днів на два оранки, о межу з одного боку ниви Леська Паша, а з другого — Степана Гуменного.
6. Під «Свиною» від Соколівської границі ниви дві, днів на два оранки, о межу з одного боку Івана Федоришина, а з другого — Соколівська границя, де в кінці цих нив посівне місце з Бережником.
7. «За Хрестом» поле до пів дня оранки, о межу з одного боку Івана Федоришина, а з другого — Соколівська границя.
8. «За Люзком» стаї, на пів дня оранки, лежить о межу з одного боку Леська Паша, а з другого — Івана Федоришина.
9. «На Грабові» дві ниви, днів на два оранки, але з ниш одна заросла вільшиною, о межу з одного боку Леська Паша, з другого — Леська Гвозда.
10. Вище загумінків Івана Федоришина — одна нива, на один день оранки, о межу з одного боку цього ж Івана, а з другого — Леська Паша.
11. У «Верховині» одна нива, на один день оранки, о межу з одного боку Леська Паша, а з другого — Леська Гвозда.
12. На «Могилках» — нива на один день оранки, о межу з одного боку Івана Шлияна, а з другого — Івана Колодійного.
13. На «Зайчій долині» — дві ниви, на добрих два дні оранки, о межу з одного боку Федька Микуша, а з другогт Федька Шлияна.
14. На цій же долині — клин, на якому березняк, сіножатщ косарів на три, о межу з одного боку сіножаті колоністів, а з другого — сіножать порожня, і нижче цього клину знаходиться сіножать на одного косаря, яка лежить з одного боку сіножаті колоніської, а з другого — Гвоздової.
15. На долинах, що називаються «першими», є три ниви поля, на три дні оранки, о межу з одного боку Дмитра Балука, а з другого — порожня.
16. На «задніх» долинах є три ниви, днів на три оранки, о межу з одного боку Івана Колодійного, а з другого — Шлияна, у кінці цієї ж ниви є поле на пів дня оранки, з одного боку Івана Шлияна, а з другого — Сенишиної, пустого.
17. На т. зв. «середній» є поле корців на п'ять засіву, гар 29 (гар-колишня назва міри ємності, що дорівнювала 3,76 л), згідно з комплянацією; за інше колоністам відступлено, як засвідчує.

Цікаво, що деякі з цих назв — «Жолоб», «За хрестом», «Могилки», — сьогодні мешканці П'ятничан умісцевити вже не можуть.
Через 16 років (на підставі опису ґрунтів та посілостей п'ятничанської парохії з 1798 року) основними власниками ґрунтів в П'ятничанах (які сусідували через межу з церковними), були вже: Яцек Парадзян, Федько Федоришин, Лесько Паш (шість разів), Войцех Осінський, Степан Гуменний, Іван Федоришин (чотири рази), Лесько Гвозд, Іван Шлиян (тричі), Іван Колодійний (двічі), Федько Микуш, Федько Шлиян, Дмитро Балук, Сенишина. Найбагатші з них це: Лесько Паш, Іван Федоришин, Лесько Гвозд, Іван Шлиян, Іван Колодійний. А були ще бідні — загородники, комірники та інші.
Опис ґрунтів та посілостей п'ятничанської парохії з 1798 року стверджує також, що в другій половині XVIII ст. П'ятничанах, у північно-західній частині, проживали вже німецькі колоністи. Свою частину села вони назвали Мільбах ((нім. Muhlbach) — дослівно — млин (Muhle) і потічок (Bach)), тобто Млинівці або Мельники, так само, як звався хутір у західній частині села, з яким вони були по-сусідству. Тут, де протікають й надалі два невеликі потічки, що зливаються в один, був у минулому водяних млин і жили тут мельники, що його обслуговували. Місце для цього тут дуже придатне. Однак, млин цей не зберігся. І, можливо, тому, що трохи дальше на південь, у селі Сенів був на цьому ж потічку ще один водяний млин, який стоїть ще сьогодні. Поява німецьких колоністів на землях Львівщини пов'язана з переходом Галичини в 1772 році до складу Австро-Угорської імперії та програми Йосифинської колонізації, розпочатої австрійським імператором Йосифом II, починаючи з 1781 року. На землях Бібреччини, крім Мільбаху (рік заснування якого — 1786 р.), з'явилося тоді ж ще декілька таких колоній, зокрема колонія Ернсдорф (нім. Ernsdorf) — дослівно — Ернестове село), лише за кілометр на південь від Бібрки (тепер село Благодатівка).
1820 року Францисканська метрика називає таких селян-землевласників у П'ятничанах: Балук Ілько, Балук Лесько, Балук Микола, Балук Яцко, Головчук Ілько, Задерецький Павло, Заремба Іван, Колодійний Василь, Микуш Петро, Парадзян Михайло, Пищула Іван, Рудий Федір, Телішевський Андрій, Федоришин Василь, Шлиян Іван, Шлиян Тимко та Шпак Ілько.
Суттєвим доповненням Францісканської метрики є кадастрова карта П'ятничан з 1845 року.
Деякі зміни у житті селян можна спостерігати після реформ і, зокрема, після скасування австрійською монархією, у травні 1848 року, панщини. Селяни стали вільними.
1867 року внаслідок адміністративної реформи в Галичині, проведеної урядом Австро-Угорщини, створено Бібрецький повіт, з центром в місті Бібрка, який вже в наступному, 1868 Році, названо староством. До Бібрецького повіту входило спочатку 90 громад, а згодом — 127, у тому числі і село П'ятничани.
В 1880 році в П'ятничанах було 265 мешканців, а 29 на території двірській (фільварку — Ц. З.), і в Мільбаху 154 мешканці.
Ліс в кінці XIX ст. покривав майже всю північну частину п'ятничанських пагорбів і простягався від тодішнього Мільбаху аж до села Репехова на сході, а на півночі — до Серник. Частина цих лісів займала і південні п'ятничанські пагорби, зокрема — південно-західні. В цьому ж Географічному Словнику згадується, що: «При дорозі до Рогатина стоїть у лісі коло П'ятничан добре збережена вежа і, здається, рештки монастиря». Отже, південні пагорби п'ятничанської долини теж були лісистими. В 1939 році залишки тих лісів на південних п'ятничанських пагорбах ще зберігалися, а називали їх: «громадський», «ліски», «соснина», «дубина» та ін. І, мабуть, саме наявність великих лісів, зокрема на північних пагорбах п'ятничанської долини, деякою мірою довго стримувала розбудову села. А вирубання їх в другій половині XIX ст. дало можливість перенести забудову і на північний бік дороги.
Але, і в кінці XIX ст. село П'ятничани займало ще в основному південно-західні землі сьогоднішнього села, тобто південну сторону гостинця, від башти на заході до церкви і цвинтаря на сході, а від півдня було обрамлене лісом. В селі проживало на той час 265 чоловік, на фільварку — 29 і в Мільбаху — 154 мешканців.
П'ятничанська дерев'яна церква, що стояла на пагорбі на східній околиці села, була вже стара і вимагала значної реставрації. Не було в селі і свого священика, що на той час мало не мале від'ємне значення, бо ж парохіальний уряд тоді дуже часто був єдиним українським урядом в селі. Нема в архівних записах жодної згадки і про будь-яку тогочасну п'ятничанську школу, хоч в сусідніх селах Соколівці та Кологурах, загальні філіальні школи вже діяли.
Були в селі свої ремісники — теслі, столярі, ковалі, стельмахи, а також кравці, шевці. Хоч не можна впевнено сказати, що в П'ятничанах усі ці ремісники перебували одночасно. Перша філіальна народна школа, що підлягала наглядові повітової шкільної ради, відкрилася в П'ятничанах на початку XX ст. Імена перших вчителів у П'ятничанах, які пам'ятають старші люди, це вчителька Ворона (Врона ?), після неї вчителька Павліна Когутівна і, врешті, вчитель Кулак. Всі вони були українцями і навчання в школі велося українською мовою.
На початку XX ст. село було вже значно більше і, зокрема, за рахунок дальшої забудови північної сторони п'ятничанської долини, бо південна сторона у східній її частині, не була придатна для цього, крім декількох невеликих площ. І, саме, на одній з них була побудована сільська школа, а по сусідству — нова мурована церква.
Точна дата побудови п'ятничанської школи, на жаль, не відома. Однак, будували її, у два етапи. Спочатку це був довгий будинок фронтом на північ, до дороги, збудований на каркасній дерев'яній основі й «валькований», під солом'яною стріхою, у якому в східній його частині було велике приміщення класу з п'ятьма великими вікнами, у західній, меншій частині — мешкання вчителя, що складалося з двох невеликих кімнат та невеликої кухні. Сьогодні будинок школи вже не існує.
П'ятничанську церкву Св. Параскевії збудовано в 1906 році! Це тридільна, одноверха невелика церква, покрита бляхою, і завершена восьмигранною банею над центральною квадратною навою, з купольним верхом. Ще дві невеликі декоративні баньки завершують двосхилий дах церкви над півкруглим вівтарем та квадратним бабинцем.
В 1938 році, у 950-річницю Хрещення Руси-України, білі церкви поставлено великий дерев'яний хрест з датами: 988 щ 1938, який стоїть до сьогодні.
Стара дерев'яна п'ятичанська церква Св. Параскевії, що стояла біля цвинтаря на пагорбі, була перенесена до сусіднього села Соколівки, де знаходилася матірна церква П'ятничанської парохії, яка згоріла. У 1924 році соколівчани побудували нову дерев'яну церкву, а стареньку п'ятничанську знову перевезли до П'ятничан. І, як переказують старші люди, саме з її зрубин-колод побудували дзвіницю нової п'ятичанської церкви.
Майже одночасна побудова в П'ятничанах будинку для народної школи і церкви, на фоні соціального та національного самостановлення українського населення в той час в Галичині, що на початку XX ст. ознаменувалися посиленим зростанням Національної свідомості, що дає підстави стверджувати, що ці процеси в П'ятничанах проходили надзвичайно стрімко та плідно.
Однак, наближався вже 1914 рік, а з ним ще одне випробування для Галичини.
Перша Світова війна, що розгорілася в серпні 1914 року, принесла не мало злого і мешканцям П'ятничан. Передусім, певна кількість молодих п'ятничанців змушені були йти обороняти Австро-Угорську монархію від ворога. В селі, як і у всій Галичині, почалися хвороби і пошесті, які теж взяли свій страшний збір. Збідніли сім'ї, що втратили на війні своїх годувальників-господарів. Але, дух національної свідомості вже не згасав. І коли в 1918 році почалися бої за національну незалежність, село відразу відгукнулося. Зокрема, у ряди Української Галицької Армії вступили добровольцями молоді п'ятничанці: Борбуляк Микола, Горбатий Михайло, Гуменчук Іван, Задорецький Федір, Кульчицький Іван, Телішевський Іван, Телішевський Петро. І саме вони, зокрема, Микола Борбуляк, Іван Гуменчук, Іван Кульчицький, Іван Телішевський повернувшись у 1920 році додому, продовжували цю боротьбу вже мирним шляхом.

### Після першої світової війни
Розпад Австро-Угорської монархії, внаслідок Першої Світової війни 1914—1918 років, спочатку, згідно з Берестейською мирною Угодою від 9 лютого 1918 року, приніс Україні признання самостійності від Німеччини, Австрії, Туреччини та Болгарії, а договір від 20 серпня 1920 року у Севрі коло Парижа визнав Східну Галичину окремою державною територією ЗУНР. Однак, вже 14 березня 1923 року Рада амбасадорів у Парижі визнала Західну Україну за Реч Посполитою, хоч з правом на автономію, якої галичани так і не побачили до 1939 року, коли санаційна Реч Посполита перестала існувати.
Уряд новоствореної Польської держави залишив австрійський адміністративний розподіл Галицьких земель і село П'ятничани залишилось у Бібрецькому повіті Львівського воєводства, і урядував у ньому, як і в минулому, сільський війт з радними.
У селі продовжується і надалі робота з національного відродження. Як і по всій Галичині створюються гуртки, товариства, читальні, бібліотеки.
Ще одним показником кількісних змін у селі є нові прізвища серед мешканців. З'явилося багато нових прізвищ, і саме цей факт свідчить про це, що більшість П'ятничанських земель була відпродана новим власникам, втому, передусім, полякам, а також євреям, хоч у першій половині XX ст. в селі мешкали всього дві єврейські сім'ї — Габерів та Берків — і 9 сімей польських. Зі старожилів села П'ятничан залишилося на початку XX ст. небагато. А найдавніші старожили, відомі з першої половини XVIII ст., це Шлияни (Луць Шлиян — один з перших відомих на сьогодні війтів), Задорецькі (Задерецькі), Микуші, Балуки, Федоришини, Головчуки, Заремби; трохи пізніше з'явилися Шельвахи, Пищули, Горбаті. З найдавніших старожилів давно покинули П'ятничани Парадзяни, Колодійні, Федоришини, Руді, Гвозди, Шпаки.
У 1936 році в селі починає працювати Кооперативна крамниця, де селяни могли не тільки придбати необхідні товари за готівку, але й «виміняти» на сільськогосподарську продукцію, зокрема — яйця, молоко. Першим продавцем у кооперативі був молодий хлопець Микола Лаба, що до того працював листоношею, приносив пошту з Соколівки (у П'ятничанах поштового відділення не було).
За традицією на той час в селі працює певна кількість ремісників. Ремісничі вміння дають їм можливість не тільки поповнити сімейні бюджети, але й зайняти певне суспільне місце. Столярами були Горбатий Петро та Телішевський Іван. Стельмахами — Борбуляк Михайло, Горбатий Іван та Шельвах Олекса, а ковалем — Пахолок Степан. Шевськими справами займалися Герчаківський Іван та Паляниця Михайло, а кравецькими — Телішевський Василь. Ціле невелике виробництво організував на своєму подвір'ї Микола Борбуляк. Для цього він змайстрував виключно з дерева млинок, який очищав від луски просяне зерно, тобто «молов» просо. Млинок досить великий (висотою до 1,5 м) стояв на току в стодолі, а «рушійною силою» було дві пари людських рук, що крутили замахове колесо. «До млина» спішили не тільки п'ятничанці, але й селяни з навколишніх сіл.
У 1930—1939 роках у П'ятничанах посилюється вплив націоналістичної організації. Але, є про це лише окремі, розрізнені відомості і створити на їх основі суцільну, повну картину тодішньої діяльності цієї організації в П'ятничанах, сьогодні поки-що неможливо. Сьогодні відоме напевно лише одне ім'я тогочасного члена підпільної організації ОУН в П'ятничанах. Це Іван Горбатий, псевдонім — «Сірко». Він народився в П'ятничанах, в 1916 році, тут же закінчив п'ятничанську початкову школу, однак серйозно займався самоосвітою, багато читав, використовуючи доступ до всіх існуючих тоді в околиці П'ятничан бібліотек, зокрема — сільської школи, вчителя, парахіяльної у Соколівці, а також, мабуть, по лінії організації. Працював у селі столяром. Після війни в 1939 році та розпаду Польщі, був у П'ятничанах підпільним сільським станичним, а згодом — районним провідником Бібрецького повіту. Його дружина — Євдокія Кульчицька, переховувалась від осені 1944 року, проживаючи поперемінне в селі або у Львові в родини, залежно від обставин та необхідності. Іван Горбатий — один з тих підпільників, що протримались найдовше. Відповідно до замітки в газеті «За Вільну Україну» від 6 березня 1997 року — «Повстанці якийсь час переховуються в криївці села Глібовичі в господині Ксенії Ковалик і роблять рейди по навколишніх селах. 28 лютого 1953 р. були видані ворогам у Волощині. Відбувся запеклий бій між чотирма повстанцями та гарнізоном з Бібрки. Бій тривав декілька годин… героїчно загинули… Дмитро Цура („Михайло“), Богдан Собенко („Орлик“) з Волощини, Іван Горбатий („Сірко“) з П'ятничан, Євген Бодак зі Східниці.»
25 листопада 1938 р. розпорядженням міністра внутрішніх справ Польщі Мільбах перейменовано на Млиновіце (Młynowice).
1.1.1939 в П'ятничанах мешкало 520 людей: 370 українців, 10 поляків, 130 латинників та 10 юдеїв. В Мільбаху мешкало 260 людей: 40 українців, 10 юдеїв та 210 німців. В Соколівці 970 мешканців: 640 українців, 30 поляків, 270 латинників та 30 юдеїв.
Тим часом наближався вересень 1939 року, а з ним початок II Світової війни. Її страшний подих вже відчували всі. У серпні до польського війська були мобілізовані молоді п'ятничанці: Іван Борбуляк, Василь Герчаківський, Іван Кондзьолко, Микола Шлиян. Зростала поступово напруга у відносинах між владою санаційної Речі Посполитої та населенням галицьких сіл і, зокрема, між владою та членами націоналістичних організацій. В ті перші дні війни дорогою, що проходила через село П'ятничани зі Львова на Станиславів (Івано-Франківськ) і далі на південь до Румунії, виїжджали втікачі-емігранти, передусім — польські високопоставлені державні службовці, банкіри, промисловці, землевласники і взагалі ті, які зовсім не бажали зустрічі зі стрімко наступаючим ворогом. Хвиля втікачів-емігрантів прокочувалася через село досить довго, починаючи з початку вересня і до капітуляції Польщі, тобто до 15 вересня 1939 року. Процес еміграції у цьому напрямку ускладнювала відсутність телефонного зв'язку, зумовлена тим, що на початку вересня було виведено з ладу телефонну лінію на відрізку П'ятничани — Репехів (було зрубано дерев'яні телефонні стовпи). Винуватцями цього польська влада вважала мешканців с. П'ятничани.
Вступав у дію договір між нацистською Німеччиною та Радянським Союзом про розподіл санаційної Польщі, яка в той час не зуміла знайти союзників. Перші, офіційні представники нової, радянської влади, з'явилися в селі приблизно через місяць. Це були, передусім, службовці, що підготовлювали перші вибори до Рад, а також ті, що організували роботу тимчасового сільського виконавчого комітету та школи. Тимчасово виконуючим обов'язки голови сільської ради об'єднаних сіл П'ятничани і Мільбах, що називалася «П'ятничанська», став Микола Борбуляк. Організована «віднова» школа називалася «п'ятничанська початкова школа», що мала чотири класи, у яких навчали два вчителі — Марія Царик та колишній вчитель Мільбахської школи Михайло Царик, котрий став одночасно і завідувачем школи. Навчання проходило в колишній мільбахській школі.
В 1940 році в П'ятничанах починає діяти ще одна школа — школа-інтернат для сліпих дітей, що була розташована у палаці Чайковського на Кучерешці. Навчалося в школі близько 100 дітей, а працювало разом з директором 10 вчителів. Школа проіснувала до червня 1941 року.
В цьому ж, 1940 році, а точніше на переломі 1939—1940 років (грудень-березень), з'явилася у Львові спеціальна комісія, прислана за згодою радянського уряду нацистською Німеччиною, що займалася репатріацією німців, які проживали на той час в Галичині. Всі, хто хотів повернутися на «батьківщину», повинні були подати комісії заяву та необхідні документи, що доказували «німецьке походження» заявника. В більшості випадків малися на увазі нащадки австрійських колоністів, що з'явилися на галицьких землях після розподілу Речі Посполитої і захоплення цих земель Австро-Угорською Імперією в 1772 році. Заворушилися і німецькі колоністи в П'ятничанах, а, вірніше — в колишньому Мільбаху. Весною 1940 року колишній Мільбах практично опустів. Залишили його всі німецькі сім'ї, члени яких, згідно з поданими документами отримали паспорти «рейхсдойчів» — німців Рейху, а також німецько-польські сім'ї «фольксдойчі» (німці з народу, півнімці), що встигли з'явитися в Мільбаху за час присутності колоністів на галицьких землях протягом 1772—1940 років. Виїхали тоді і деякі українські сім'ї, які зуміли доказати споріднення з німецькими родинами — також до Ватерґав.
В цьому ж, 1940 році, були вперше мобілізовані в ряди Червоної армії п'ятничанські хлопці: Йосиф Борбуляк, Андрій Горбатий, Григорій Горбатий, Михайло Кондзьолко, Микола Лаба, Дмитро Шлиян, Іван Шлиян.
Запам'ятався 1940 рік п'ятничанцям і ще одною тривожною і пригноблюючою подією — першим примусовим виселенням в Сибір однієї сім'ї. Це була сім'я Михайла Керди: жінка Ганна, дочки Павліна, Ірина, Ольга та син Ярослав, яка в минулому постійно проживала в так званій «колонії», біля села Жабокруки, куди Ганна Телішевська вийшла заміж за Михайла. З приходом радянської влади дуже швидко поширилися чутки, що репресувати в першу чергу будуть саме «колоністів», і сім'я переїхала до батьків Ганни до П'ятничан. Однак, це не допомогло. Пізнім грудневим вечором 1940 року їх все ж таки повезли, усіх шестеро. Більше таких випадків у той час в П'ятничанах не було, хоч багато сімей готувалося до цього.

### Друга світова війнаі після неї
21 червня 1941 року почалася війна між Радянським Союзом та Німеччиною, а вже через тиждень П'ятничанами проходили німецькі військові частини. Почалося життя «при німцях», яких, до речі, мешканці села майже не бачили, хіба що проїжджаючих через село транзитом. Однак, розпорядження нової влади виконували.
Одночасно склалися своєрідні умови, зокрема на початку присутності нової влади, для національного відродження. І мешканці П'ятничан, використали ці умови максимально. Селом прокотилася хвиля національного піднесення, що виражалося у різних формах — організуванні національної поліції, святкуванні національних свят і дат, активізації молоді в справі створення різних товариств, організацій, гуртків тощо, що сприяли б національному відродженню. Згодом, у селі досить часто постійно перебувають, або з'являються тимчасово окремі відділи чи представники УПА. Поруч з офіційним війтом, у селі працює також «станичний», з яким війт узгоджує усі сільські справи. Всі ті три роки працював станичним Іван Горбатий -«Сірко».
Та нова влада не дрімала. Незабаром починаються дошкульні для селян стягування обов'язкових зернових контингентів, що проходили планово, тобто, кожний власник орної землі повинен був подати до уряду її точну кількість засіяну зерном, щоб надалі здати встановлену відповідну кількість зерна на контингент. Однак, ця пропорційно встановлювана кількість завжди була чомусь на користь влади. І, якщо враховувати постійну низьку кондиційність зерна для засіву, а в результаті низьку врожайність тих років (1942—1944), то можна собі уявити з якими мізерними зерновими залишками залишились селяни. А сіяти необхідно було…
Ще одна змора, що постійно гнобила тоді п'ятничанців, як зрештою всіх галичан, це перманентна, планова висилка молодих селян на примусові роботи в Німеччину, на допомогу тамтешнім селянам-бауерам, яку проводила так звана «Арбайтдінст»(німецькою Arbeitdinst — воєнізована організація нацистської Німеччини). Протягом 1942—1943 років з П'ятничан були відправлені: Баляс Андрій, Борбуляк Микола з сім'єю — дружиною Емілією та дітьми Степаном, Андрієм, Павліною, Горбатий Михайло, Горбатий Петро, Гуменчук Дмитро, Гуменчук Іван, Гуменчук Микола, Заремба Ганна, Заремба Степан, Левик Василь, Микуш Василь, Сисак Тадей з дружиною Ганною, Телішевський Михайло, Фостик Степан.
Із них не повернулись додому: Андрій Баляс, Павліна Борбуляк, Петро Горбатий, Дмитро Гуменчук, Іван Гуменчук, Степан Заремба, Василь Микуш, Тадей Сисак, Ганна Сисак, Степан Фостик.
Покинули тоді П'ятничани та Мільбах усі польські родини, переїхавши спочатку до Львова, а згодом, в 1945—1950 роках, відповідно до польсько-радянської домовленості, репатриюючись до Польської Народної республіки. В П'ятничанах (Мільбаху) з'явилися нові мешканці — переселенці з сусідніх сіл, що заселяли покинуті німецькі та польські господарства.
У селі протягом осені 1941 — весни 1944 років працювала початкова однокласна школа. Шкільні заняття відбувалися у дві зміни: перша зміна — перший і третій класи, друга зміна відповідно — другий та четвертий класи. Проводив шкільні заняття лише вчитель Михайло Царик. Вчителька Марія Царик залишила вчителювання й займалася домашніми справами та вихованням дітей — Зиновія, Ірини та Ярополка.
Парохом Соколівської матірної, а також двох дочірніх -П'ятничанської та Кологурської церков, був на той час уже отець Володимир Миндюк. Сім'я отця Володимира Миндюка — дружина Ольга та діти Богданна, Мирон і найменший Олександр, переїхала літом 1942 року з Бібрки до Соколівки.
Тим часом «Східний фронт» щораз стрімкіше відкочувався на захід, щораз більше наближаючись до Галичини. Весною 1944 року він був уже біля Рівного та Тернополя. В П'ятничанах з'явилися більші й менші німецькі військові частини, які постійно вже перебували в селі, квартируючи в сільських хатах, передусім у класах школи та в помешканні вчителів.
Таке невизначене «прифронтове» становище тривало до липня, коли в селі прогримів останній бій між невеликим підрозділом німецького вермахту, що зайняв оборону на пагорбі біля башти та частинами радянської армії. Бій тривав два дні. І, врешті, другого дня, ближче до вечора, німецький підрозділ — 20 солдат з легкою гарматою — відступив, тягнучи гармату руками, через Сенів у бік села Дев'ятники. Так закінчився для мешканців П'ятничан трьохрічний період життя «при німцях».
Селяни, після фронтових подій, поверталися потрохи до мирного життя. Необхідно було думати про завтрашній день. З наближенням осені в селі почалися осінні польові роботи. Відновилася робота сільради, яку очолив голова Степан Горбатий. Почала діяти п'ятничанська початкова школа, у якій продовжував працювати вчитель Михайло Царик. Все це раптово змінилося в день, коли почалася мобілізація чоловіків до радянської армії, а вірніше на війну. В цей день усім чоловікам від 18 до 50 років, що проживали в П'ятничанах, було наказано негайно прибути в Новострілищанський райвоєнкомат для проходження огляду. Однак ніхто туди не прибув. У відповідь силами військ НКВД почалися періодичні «облави» — виловлювання небажаючих йти на війну. Таким чином більшість чоловіків П'ятничан, крім тих декількох, котрі все ж таки були мобілізовані, опинилися на нелегальному становищі й були змушені піти в підпілля. Під час одної з таких облав, що проходила на початку жовтня 1944 року, біля села в «громадському» лісі загинуло одночасно шість молодих п'ятничанців: Горбатий Іван, Гуменчук Йосиф, Задорецький Іван, Задорецький Пилип, Кульчицький Григорій та Шлиян Михайло. В цьому ж місяці, дещо пізніше, загинув і Герчаківський Іван. Двом найстаршим з них було по 32 роки, наймолодшому — всього 18 років. До речі, всі шість чоловіків мобілізованих в П'ятничанах до радянської армії в той час, відразу потрапили без будь-якого вишколу на фронт та не повенулися з війни.
В Другій Світовій війні 1939—1945 років загинули: 
мобілізовані до польської армії в 1939 році:
Герчаківський Василь, Кондзьолко Іван, Шлиян Микола.
Мобілізовані до Червоної армії в 1940 році:
Горбатий Андрій, Горбатий Григорій, Кондзьолко Михайло, Шлиян Дмитро, Шлиян Іван.
Мобілізовані до Радянської армії в 1944—1945 роках:
Горбатий Василь, Заремба Мирослав, Мацкула Григорій, Телішевський Андрій, Шлиян Андрій, Шлиян Григорій.
Надалі, протягом 1945—1953 років, загинуло ще вісімнадцять п'ятничанців.
Були також ще засуджені активні учасники УПА — Герчаківська Марія (зв'язкова та медсестра УПА) і Заремба Степан, а також 29 виселених мешканців села: Борбуляк Олекса, з сім'єю — дружина Ксенія;
Вишньовська Настя, з сім'єю — діти Володимир, Марія;
Герчаківський Петро, з сім'єю — дружина Катерина, діти Павліна, Варвара, Богдан, Степан;
Горбатий Степан, з сім'єю — дружина Софія, син Мирон;
Заремба Василь, з сім'єю — дружина Марія, син Василь;
Кульчицький Іван, з сім'єю — дружина Магдалина, син Степан;
Підвірний Микола, з сім'єю — дружина Катерина, діти Марія, Зенон;
Телішевський Іван, з сім'єю — дружина Ганна, син Михайло;
Шлиян Ганна, з сім'єю — дочка Стефанія.
З них не повернулися у рідне село з різних причин:
Борбуляки Олекса та Ксенія (померли на засланні), Вишньовський Володимир (помер на засланні), Герчаківські Петро (помер на засланні), Катерина, Павліна, Варвара, Богдан, Степан (не отримали дозволу на проживання в П'ятничанах), Заремба Василь (помер на засланні).
Однак, у той складний час село продовжувало жити та працювати. В 1945 році з'являються в селі (в колишньому Мільбаху) новосели-переселенці, зокрема з Лемківщини.
В 1946—1947 роках почалася колективізація в галицьких селах. Не обминула вона і П'ятничан, де теж був організований, правда, не відразу, а поетапно, колгосп ім. Т. Шевченка. На той час П'ятничани належали до Новострілищанського району, Дрогобицької області. Однак, згодом, у 1958 році, п'ятничанський колгосп був об'єднаний з колгоспом ім. Котовського сусіднього села Соколівка, куди ввійшли також колгоспи сусідніх сіл Кологури, Сенів та Ходорківці. Тоді П'ятничани належали вже до Перемишлянського району Львівської області.
А взагалі, протягом 1944—1964, П'ятничани належали адміністративно до Новострілищанського району (1944—1961), Ходорівського (1961—1962), Перемишлянського (1962—1964) і до 2020 до Жидачівського району. З 17 липня 2020 року числяться у новоствореному Львівському районі.
В 1968—1970 рр. сільська п'ятничанська дорога, що була колись південнішою гілкою Волоського, чи то як його ще називали «Золотого» шляху, для оборони якого будували в минулому п'ятничанську башту, а можливо і ціле городище, стала асфальтованою і перетворилася в шосе. В П'ятничанах вона навіть була перебудована рельєфно, тобто обминула Мільбах і стала прямувати із Соколівки напряму, зовсім наблизившись до башти.
З надією мешканці села взяли участь у всеукраїнському референдумі 1 грудня 1991 року і з хвилюванням сприйняли повідомлення про його результати, за якими Україна стала незалежною державою. Так підтверджувалися події пам'ятного дня — 24 серпня 1991 року, коли то Український парламент прийняв Акт про державну незалежність України.
Знову діє П'ятничанська церква Св. Параскевії, хоч й надалі є тільки дочірньою (матірна церква, як і колись, у сусідній Соколівці), працює початкова школа. Але нема ще сільської управи. Чомусь неохоче повертаються п'ятничанці до власності на землю…

## П‘ятничанська вежа
П‘ятничанську вежу добре видно з траси з Бібрка-Рогатин, біля села П'ятничани. До неї можна під‘їхати ґрунтовою дорогою. 

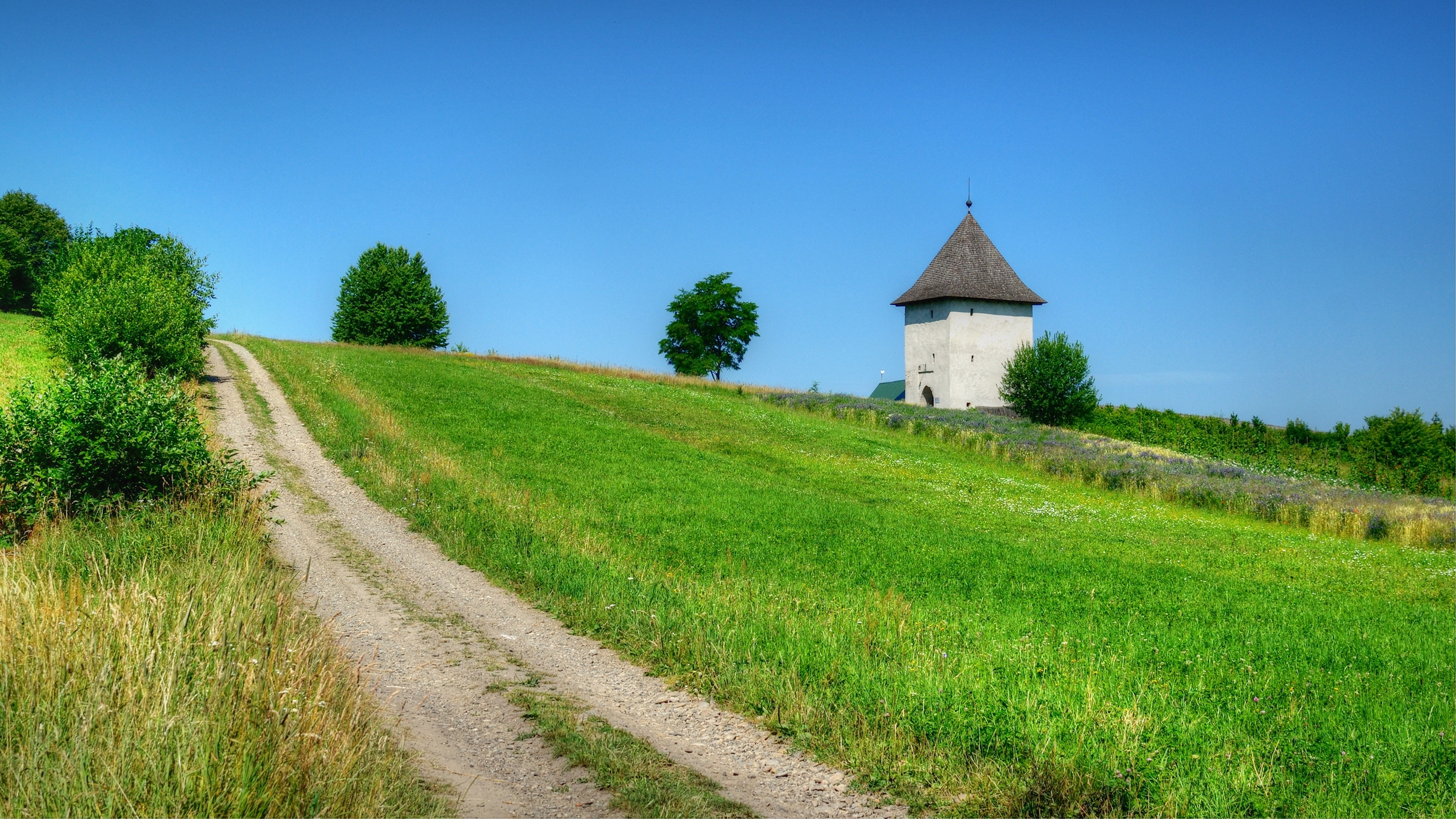
Ґрунтова дорога

 Зведено цю сторожову башту на межі XIV—XV століть.

## Населення

### Мова
Розподіл населення за рідною мовою за даними перепису 2001 року:
| Мова       | Кількість | Відсоток |
| ---------- | --------- | -------- |
| українська | 215       | 99.54%   |
| російська  | 1         | 0.46%    |
| Усього     | 216       | 100%     |

## Політика

### Парламентські вибори, 2019
На позачергових парламентських виборах 2019 року у селі функціонувала окрема виборча дільниця № 460306, розташована у приміщенні народного дому.
Результати
- зареєстровано 138 виборців, явка 68,84 %, найбільше голосів віддано за «Європейську Солідарність» — 30,53 %, за «Голос» — 14,74 %, за «Слугу народу» — 11,58 %.[9] В одномандатному окрузі найбільше голосів отримав Андрій Кіт (самовисування) — 66,67 %, за Євгенія Гірника (самовисування) — 8,60 %, за Олега Канівця (Громадянська позиція) — 6,45 %[10].

## Відомі особи села П'ятничани
- Зиновій Царик — краєзнавець

## Фотогалерея

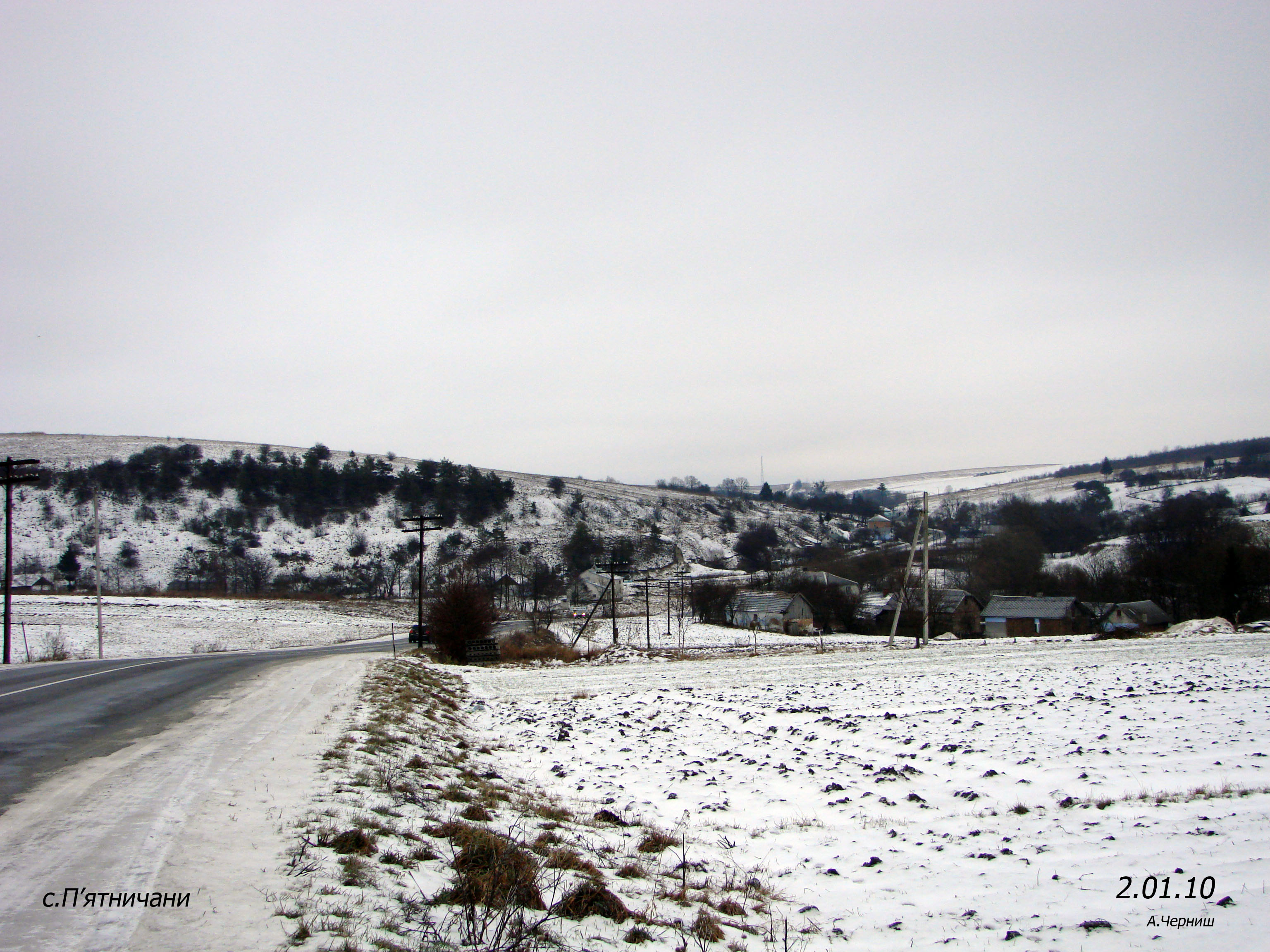
село П'ятничани
П'ятничанська церква
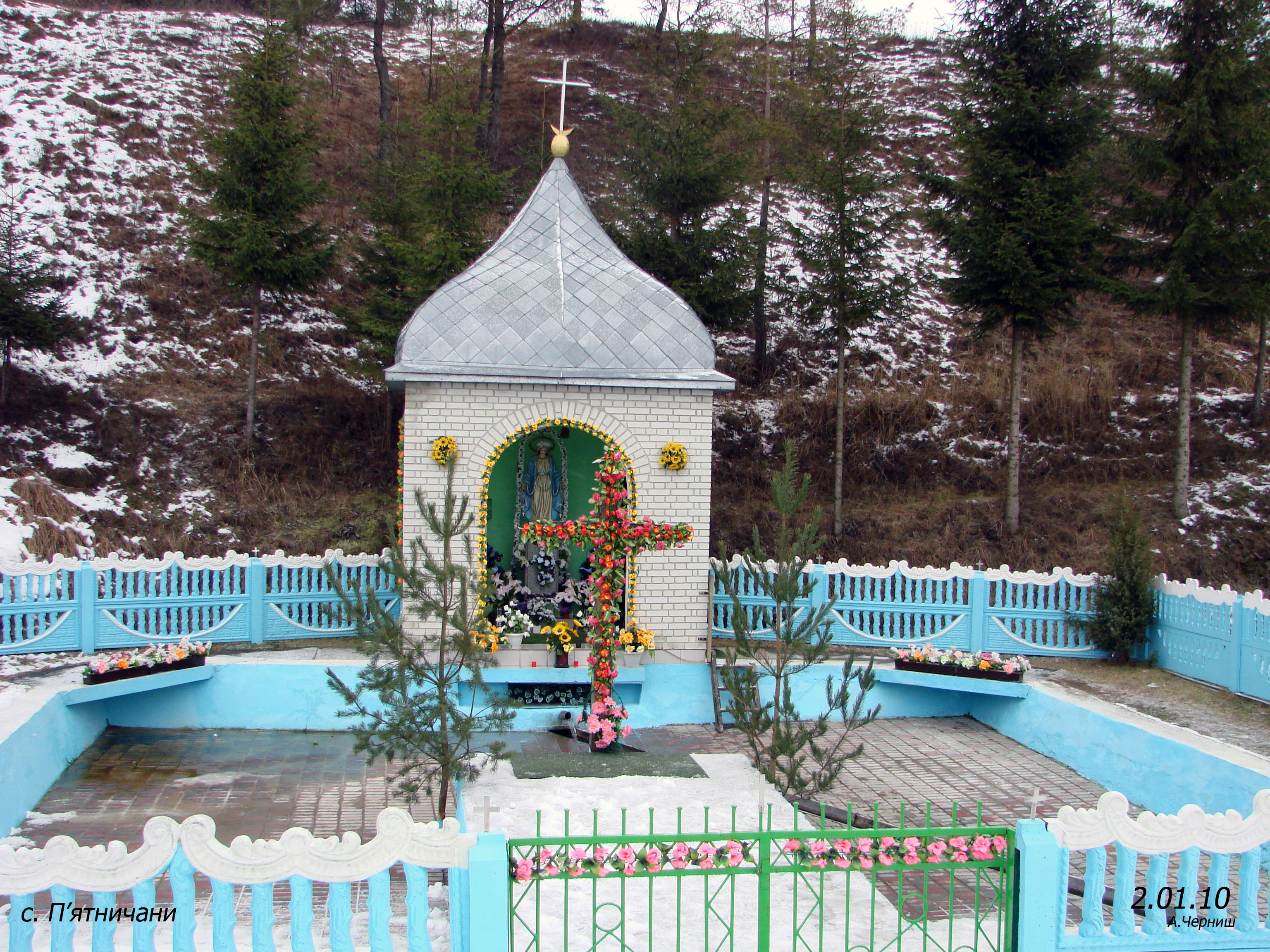
П'ятничанське джерело
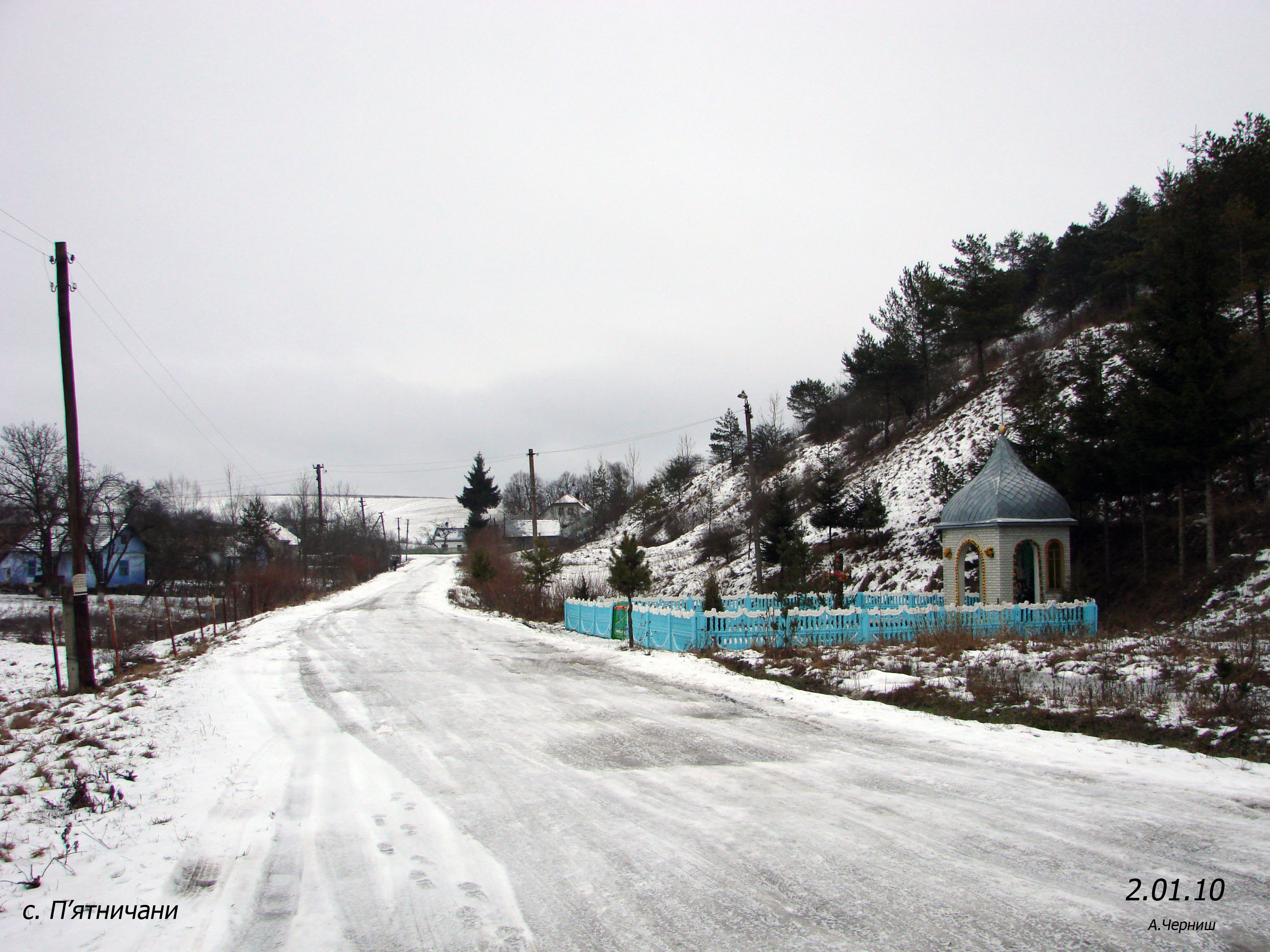
Дорогою на "Мільбах"
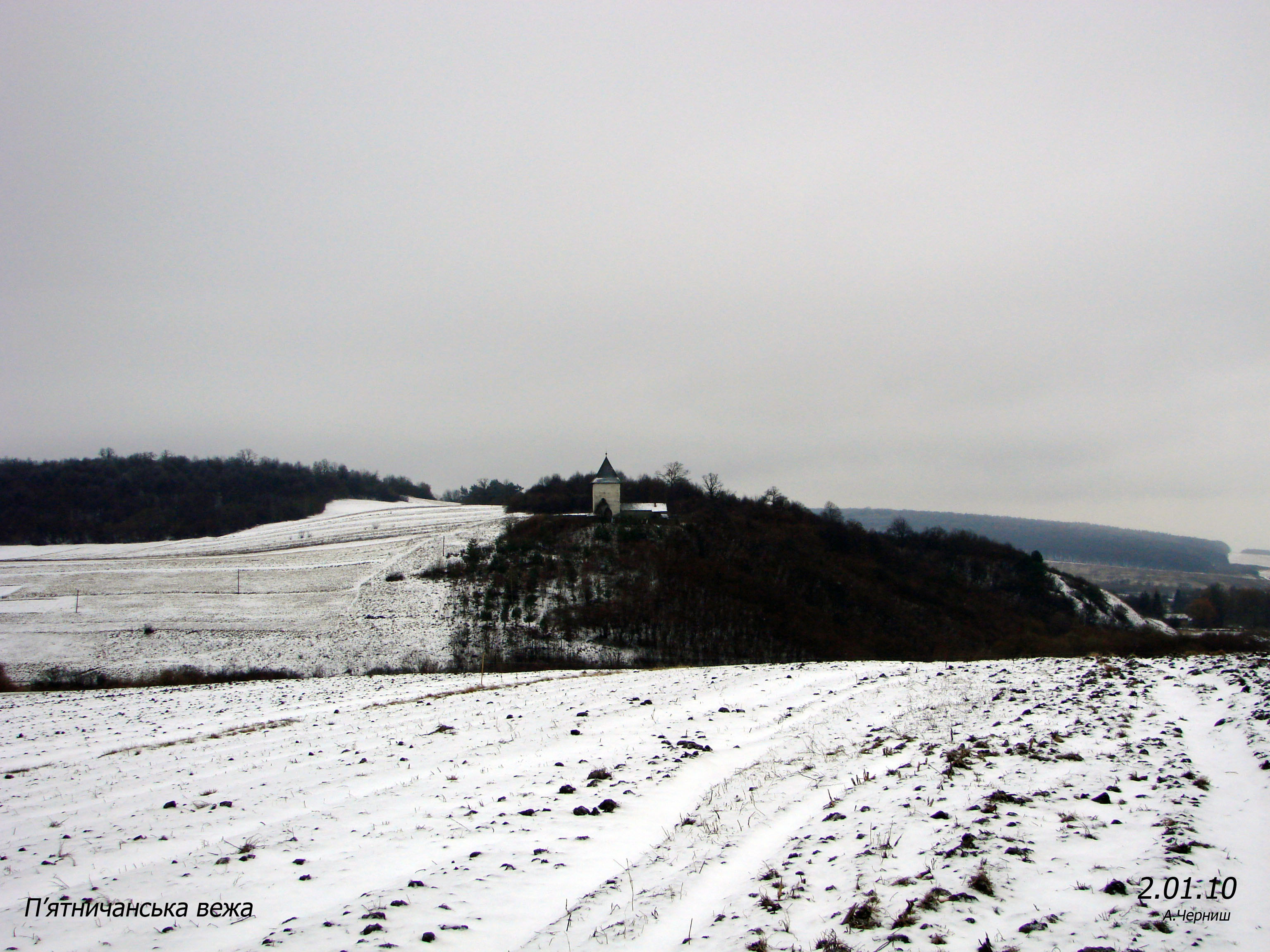
П'ятничанська вежа
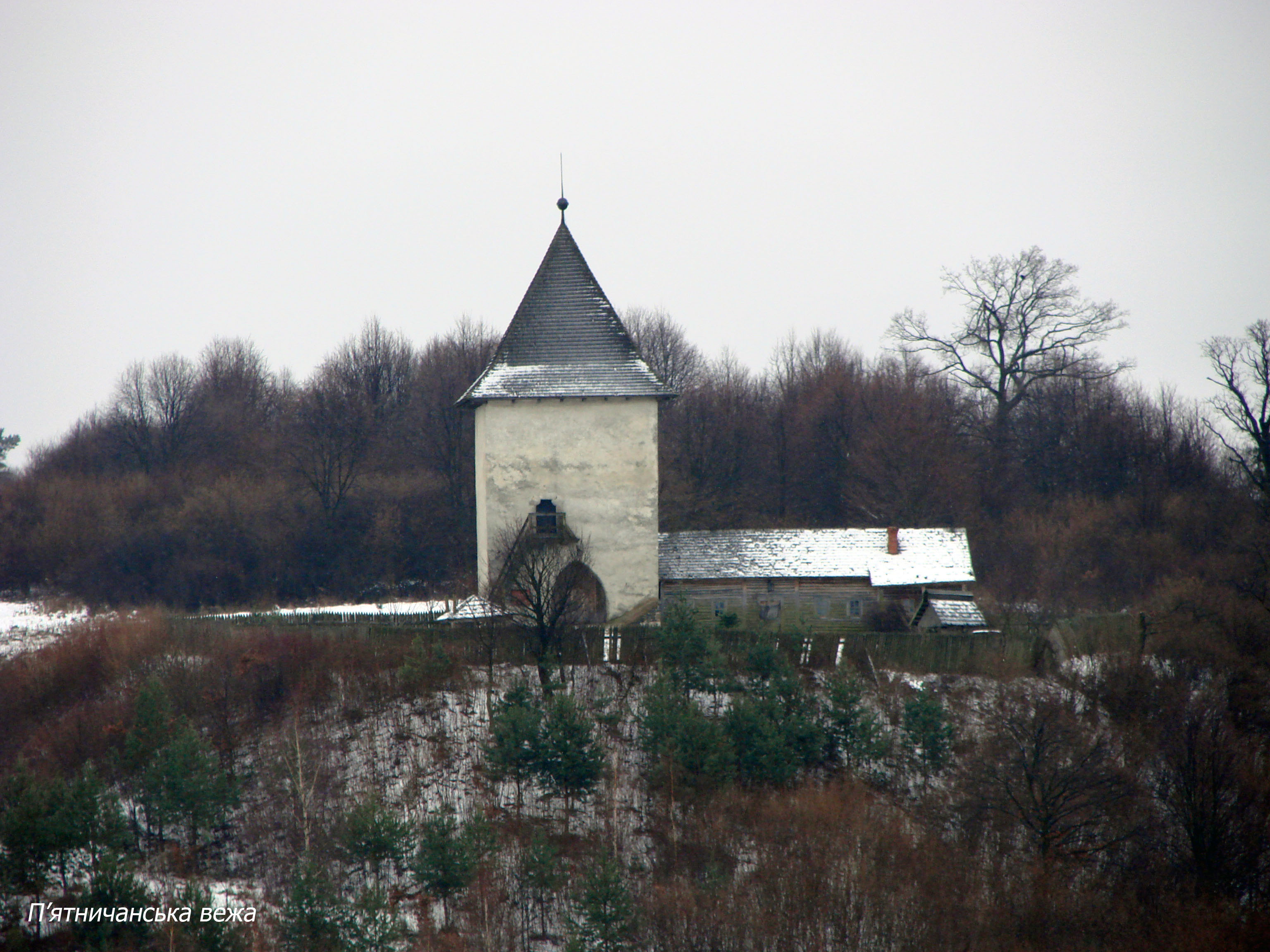
П'ятничанська вежа
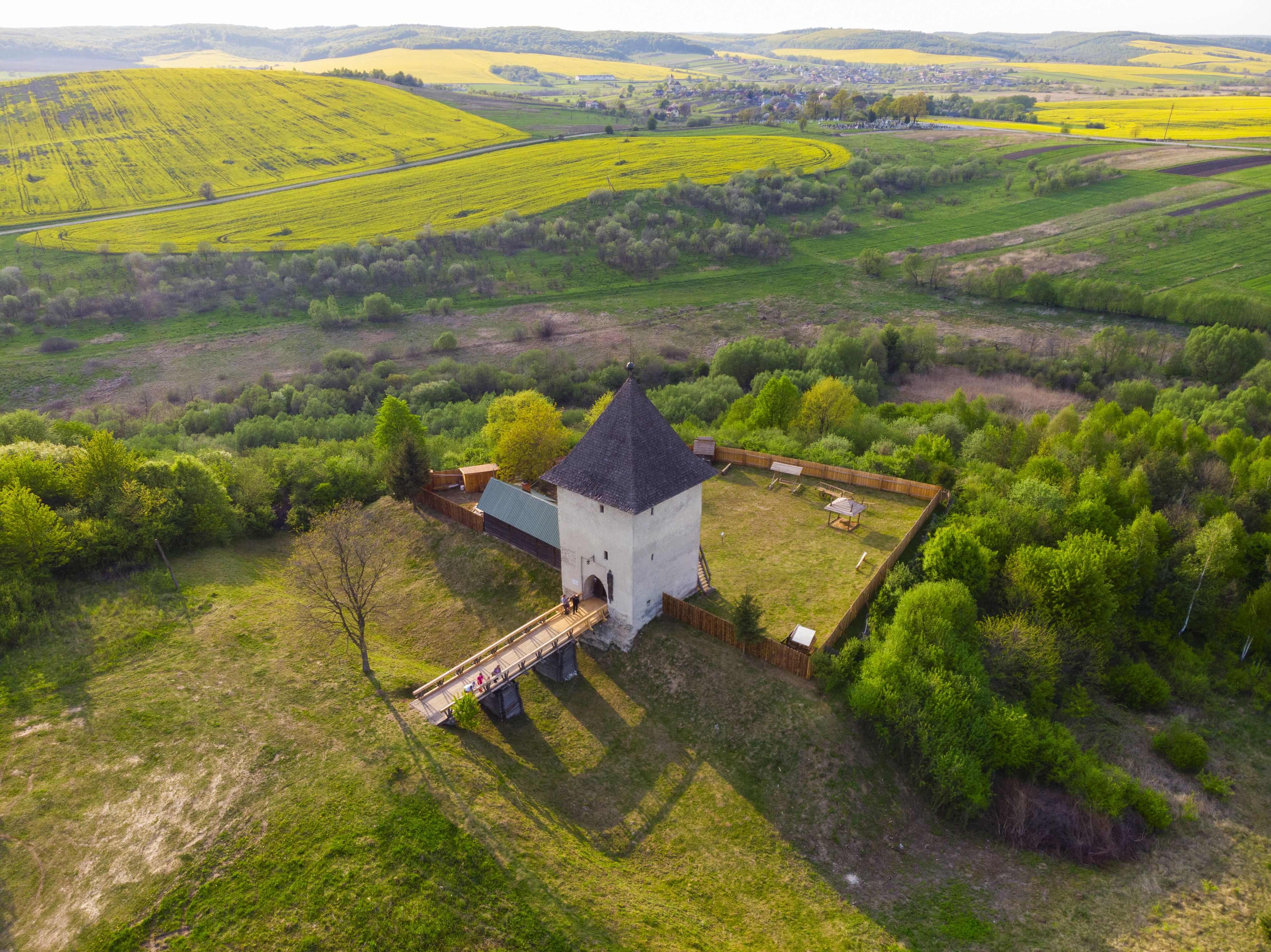
Вид на вежу з повітря